# 吾王长存
为2019年上映的韩国动作剧情片，改编自韩国漫画家组合柳树林创作的同名网络漫画，由电影《犯罪都市》的导演姜侖成执导，负责原作漫画作画的柳敬宣执笔剧本，并由金来沅、元真兒、陳善圭、崔貴華主演。影片讲述木浦最大的黑社会组织「八龙会」的头目张世出，因偶然的事件参加国会议员选举并试图改变世界的故事，于2019年6月19日在韩国上映。

## 演员阵容

### 主要人物
- 金来沅 饰演 张世出，木浦的黑帮八龙会会长、夜总会之王。
- 元真兒 饰演 姜素贤，为木浦中央市场商贩们争取权益的人权律师。
- 陳善圭 饰演 赵光春，木浦黑帮头目。
- 崔貴華 饰演 崔满秀，我们民主党两届国会议员，下届木浦国会议员候选人。

### 其他人物
- 崔武成 饰演 皇甫润，木浦福祉协会理事长，黑帮出身。
- 朱镇模 饰演 少八，张世出的手下。
- 林炯俊 饰演 韩万燮，崔满秀的政策辅佐官。
- 洪基俊 饰演 郑哲民，时政电台节目主持人。
- 崔在煥 饰演 浩泰，张世出的手下。
- 车烨 饰演 金培，张世出的手下。
- 劉熙帝 饰演 小新，赵光春的弟弟、手下。
- 河秀豪 饰演 圣哲，赵光春的手下。
- 金寶静 饰演 熙秀，姜素贤的搭档。
- 金智恩 饰演 峻，皇甫润的女儿。
- 裴海善 饰演 卢甲顺，木浦市下届国会议员候选人。
- 尹炳熙 饰演 李博士，郑哲民的节目搭档。
- 宋旭庆 饰演 全班长，木浦警察局刑警。
- 洪鎮基 饰演 中餐厅兼职生
- 金贵先 饰演 木浦中央市场商贩代表
- 鄭先哲 饰演 木浦中央市场商贩
- 申美英 饰演 木浦中央市场商贩
- 林哲亨 饰演 金会长，东海洋开发公司会长。
- 金秀安 饰演 李爱丽莎
- 李奎浩 饰演 袭击皇甫润、姜素贤的猪三兄弟
- 张志建 饰演 袭击皇甫润、姜素贤的猪三兄弟
- 闵武济 饰演 非法赌场老板
- 珍模 饰演 非法赌场的打手
- 李成旭 饰演 文警官，木浦警察局刑警。
- 崔志浩 饰演 春泽，木浦八龙会副头目，张世出的好兄弟。
- 郑东勋 饰演 春泽的弟弟
- 李道均 饰演 拆迁劳务工人
- 朱英豪 饰演 朴检察官
- 宋亨秀 饰演 崔满秀的秘书
- 黄正仁 饰演 崔满秀的随行秘书
- 金东贤 饰演 朴韩洙发言人
- 金洪杓 饰演 崔洪锡，选举对策委员长。
- 安智惠 饰演 宣传组长
- 车宇镇 饰演 工程师
- 张由彬 饰演 公交车女学生乘客
- 金大兴 饰演 公交车中年男乘客
- 洪以珠 饰演 采访兼职生的女记者
- 郑秀贤 饰演 八龙夜总会的侍应生

### 特别出演
- 馬東石 饰演 火金，光州黑帮头目。
- 尹啟相 饰演 酒驾临检的交警
- 郑原仲 饰演 我们民主党党代表
- 吉海妍 饰演 春泽的母亲
- 李龙伊 饰演 木浦饭馆老奶奶
- 金久泽 饰演 收购八龙夜总会的会长
- 琴光山 饰演 火金的手下

## 奖项荣誉
| 年份   | 颁奖礼                      | 奖项     | 入围者 | 结果 |
| ------ | --------------------------- | -------- | ------ | ---- |
| 2019年 | 第1届忠北国际武术动作电影节 | 年度导演 | 姜允成 | 獲獎 |
| 2019年 | 第1届忠北国际武术动作电影节 | 年度演员 | 金来沅 | 獲獎 |